# Kaiseringen
Kaiseringen ist ein Ortsteil der Gemeinde Straßberg im Zollernalbkreis in Baden-Württemberg (Deutschland). Der Ort liegt südlich von Straßberg.

## Geschichte
Kaiseringen wurde im Jahre 1312 Kaisseringen oder Keyseringen und 1361 Kaissringen, geschrieben. Der Name kann vom Personennamen Kaiso, Kaisheri abgeleitet sein, entstanden aus cais, gais = Ger, Speer und hari = Heer. Nach einer am 1. Juli 1885 niedergeschriebenen Chronik soll der Ortsname Kaiseringen schon im Jahr 843 vorgekommen sein.
Straßberg (Strazperg) links der Schmeie und Burc rechts der Schmeie wurden als zwei Ortsnamen nebeneinander bezeichnet, Burc als Pfarrdorf, Strazperg mit Schloss bis 1473, Kaiseringen scheint aber den Herren von Strazperg eigen gewesen zu sein. Die Besitzer Kaiseringens sollen später auf einem eigenen Felsen in Kaiseringen („Schlößlefelsen“) ein Schloss errichtet haben, Ruinen oder Reste eines Schlosses sind dort allerdings nicht zu finden. Der Ortsname deutet auf eine alemannische Siedlung hin.
In einer 1312 ausgestellten Urkunde über eine Schenkung eines Grafen Rudolf von Hohenberg, residierend zu Tübingen, an eine Pankratius-Kirche zu Kaiseringen ist der Ort zum ersten Mal urkundlich erwähnt. In dieser Urkunde schenkte Graf Rudolf von Hohenberg der Pankratius-Kirche einen Weinenberg zu Mindelheim.
1275 wird Kayseringen als Ort mit eigenem Kirchhof und Begräbnisplatz bezeichnet. Somit war Kayseringen ein Pfarrort. Am 10. Mai 1342 heißt es, dass der Stifter Hohenberg für 2550 Pfund Hellera an die Gebrüder Burkhardt und Johann, Edle von Jungnau, ihre Burg zu Schmeien und die Mühle, auch die Dörfer Kaiseringen, Heinstetten, auf dem Hard Nusplingen bei Stetten a. k. M., verkauften.
1345 kam die Herrschaft an die Herren von Reischach und 1420 an Hans von Stein, genannt Schnellinger. 1429 kaufte Althans Schwelherr von Ringingen-Owen die Orte. 1497 lieh die Äbtissin Anna von Buchau die Herrschaft Melchior von Tierberg, 1503 dem Gremlich von Menningen, 1508 dem Ritter Wolfgang von Homburg. 1527 erbte dessen Sohn die Herrschaft. 1532 kaufte sie Dietrich Dieteg von Westerstetten.
1628 zog das adelige Stift Buchau das Lehen an sich und ließ es durch einen Oberamtmann verwalten.
Die Pfarrei Kaiseringen wegen Mangel an Geistlichen mit Straßberg vereinigt und 1600 wurde bestimmt, dass der Meßner 1 Schäffel voll Mehl für jeden Trauergottesdienst, von jeder ganzen Ehe 2/4, von einer halben Ehe 1/4 Vesen erhalten sollte. Die Mehlgabe wurde 1873 abgelöst, die Fruchtgabe blieb, diese wurde dann später zu 1,20 Mark taxiert. 1619 wurde in Kaiseringen vom Junker Georg Dietrich von Westerstetten ein Siechenhaus errichtet. Dazu stiftete er 800 Gulden zum Haushalt des Hauses für vier Sondersiechen, zwei von Lautlingen und Margrethausen, je einer von Straßberg und Frohnstetten, Kaiseringen und der Lenzenhütte. 1625 zog das Stift Buchau die drei Ortschaften Straßberg, Kaiseringen und Frohnstetten an sich. Kaiseringen hatte seine eigenen Untervogte.
Im 19. Jahrhundert kamen Straßberg und Kaiseringen an Thurn und Taxis, 1830 durch den Kauf für 80.000 Gulden an Fürst Karl Anton von Sigmaringen. Bis 1854 gehörte Kaiseringen zum hohenzollerischen Oberamt Straßberg, das dann dem Oberamt Gammertingen zugeteilt wurde. 1925 wurde dieses dem Kreis Sigmaringen angegliedert.

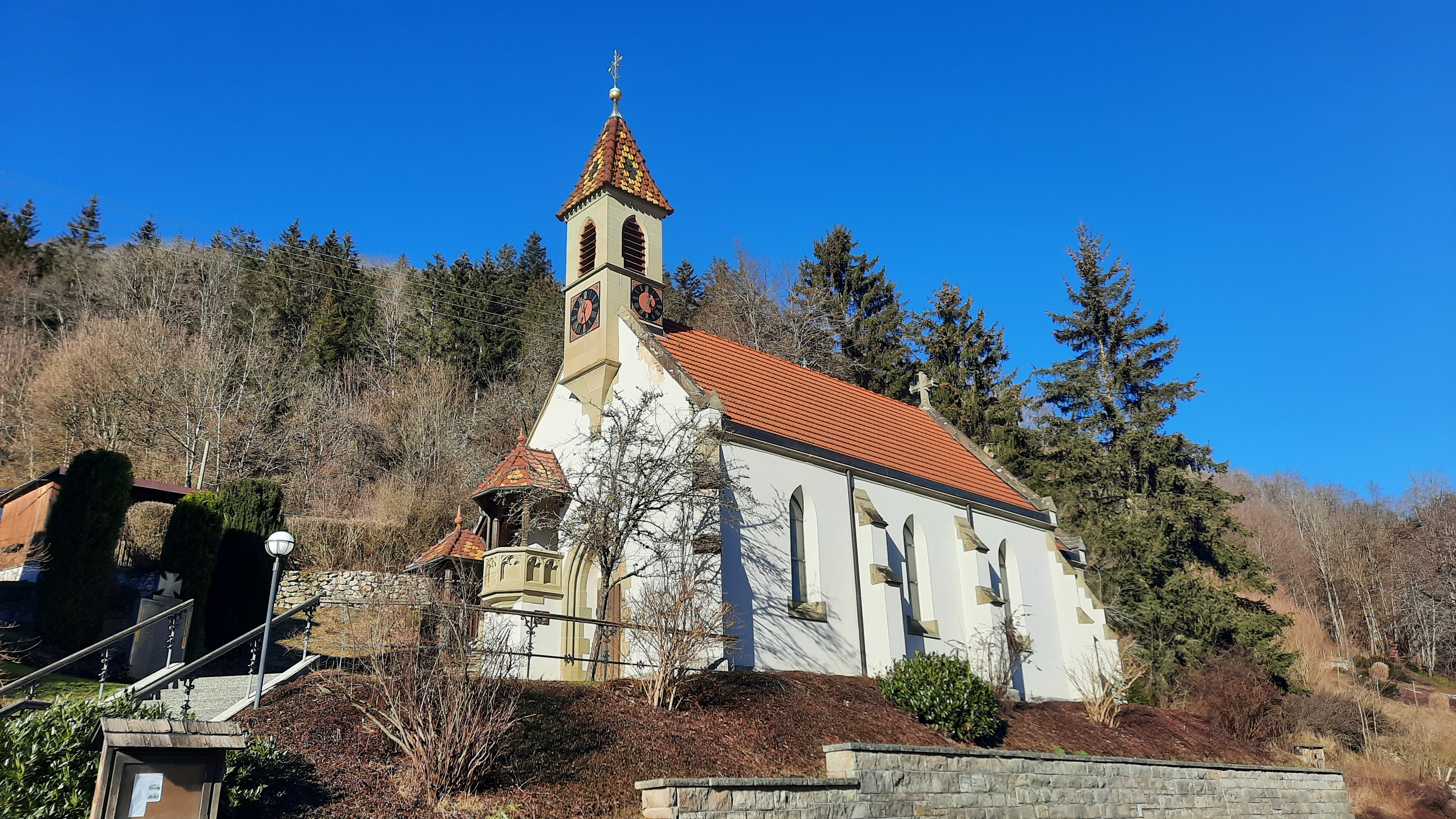
Allerheiligenkirche

1840 eröffnete der Papierfabrikant Johannes Lang eine Papierfabrik. Erst 1878 wurde die Bahnstrecke Tübingen–Sigmaringen befahren, in Kaiseringen wurde allerdings nicht gehalten, weil sich Kaiseringen und Frohnstetten nicht beteiligen wollten. Erst 1888 wurde das Erforderliche nachgeholt. In den 1870er Jahren wurde die Papierfabrik durch den Fabrikanten Johannes Kauffmann aus Ebingen in eine Samt- und Manchesterfabrik umgestellt.
1864 erbaute die Gemeinde Kaiseringen ein neues Schulhaus für 3530,49 Gulden, 1865 wurden die Baulasten für Kirche und Pfarrgebäude für 2000 Gulden abgelöst.
1866, im Krieg gegen Österreich, waren aus Kaiseringen, die Landwirte Anton Fauler und Sebastian Brunner ausmarschiert, die beide gesund zurückkehrten. Am Krieg 1870/71 gegen Frankreich nahmen Fidel Bantle, Johannes Teufel, Sebastian Brunner, Anton Fauler, Florian Schütz und Paul Deufel teil.
1880 wurde die Verbindungsstraße von Kaiseringen nach Frohnstetten, 1884 die Straße von Kaiseringen nach Straßberg gebaut. 1893 wurde die alte Kapelle abgerissen und eine neue errichtet, diese wurde 1901 durch Bischof von Keppler aus Rottenburg geweiht. 1900 eröffnete die Kaiserliche Post in Kaiseringen eine Posthilfsstelle. Zudem wurde eine Orgel für die neue Kapelle beschafft.
1901 erbauten Straßberg und Kaiseringen gemeinsam eine Wasserleitung, erfassten die Kapleneiquelle in Straßberg, erstellten einen Hochbehälter an der Steige gegen Winterlingen unterhalb der Burg, erstanden von der oberen Mühle die Wasserkraft und richteten dort ein Pumpwerk ein. Von den 61.360,- Mark entfielen 15.340,- Mark auf Kaiseringen. 1907 erfolgte die Turnvereinsgründung. 1910 wurde mit dem Ankauf der Grundstücke für den Truppenübungsplatz Heuberg für das 14. Armeekorps begonnen. Zu dessen Versorgung entstand ab 1910 vom Bahnhof in Kaiseringen die Standseilbahn. 1911 wurde der Verbindungsweg von Kaiseringen nach Winterlingen zu einer Straße ausgebaut.